# 三大件 (生活用品)
三大件原指的是在中国20世纪50、60年代对手錶、自行车、收音机这三件生活用品的总称。但是随着时代的演变，三大件所指也在慢慢发生改变，也存在“四大件”的说法。

## 历史演变
自1950年代起，中国政府在全国实行计划配给体制。城乡二元制的社会结构下，占人口绝大多数的农村人口因统购统销政策被政府剥削，长期处于赤贫状态。而物资供应缺乏，亦是城市居民日常生活常态。到1960年代的中国，由于当时中国时处三年困难时期，经济发展缓慢，物资更是极度缺乏，加上国家在计划经济体制下利用各种票据进行消费调控，百姓需要用各种票来消费，使得一般百姓对于手錶、自行车、收音机这三大件的拥有程度较低，因此拥有三大件成为了经济实力和权力的象征。在1960年，国产牡丹牌收音机甚至成为刘少奇赠送给外宾的国礼。
到了1970年代末期，中国经济体制改革使得居民消费结构得以改变，三大件手錶、自行车、收音机，加上缝纫机，被称之为“三转一响”，一般都被百姓用做婚庆的重要礼品，同时也成为衡量家庭贫富、幸福程度的重要物质指标。

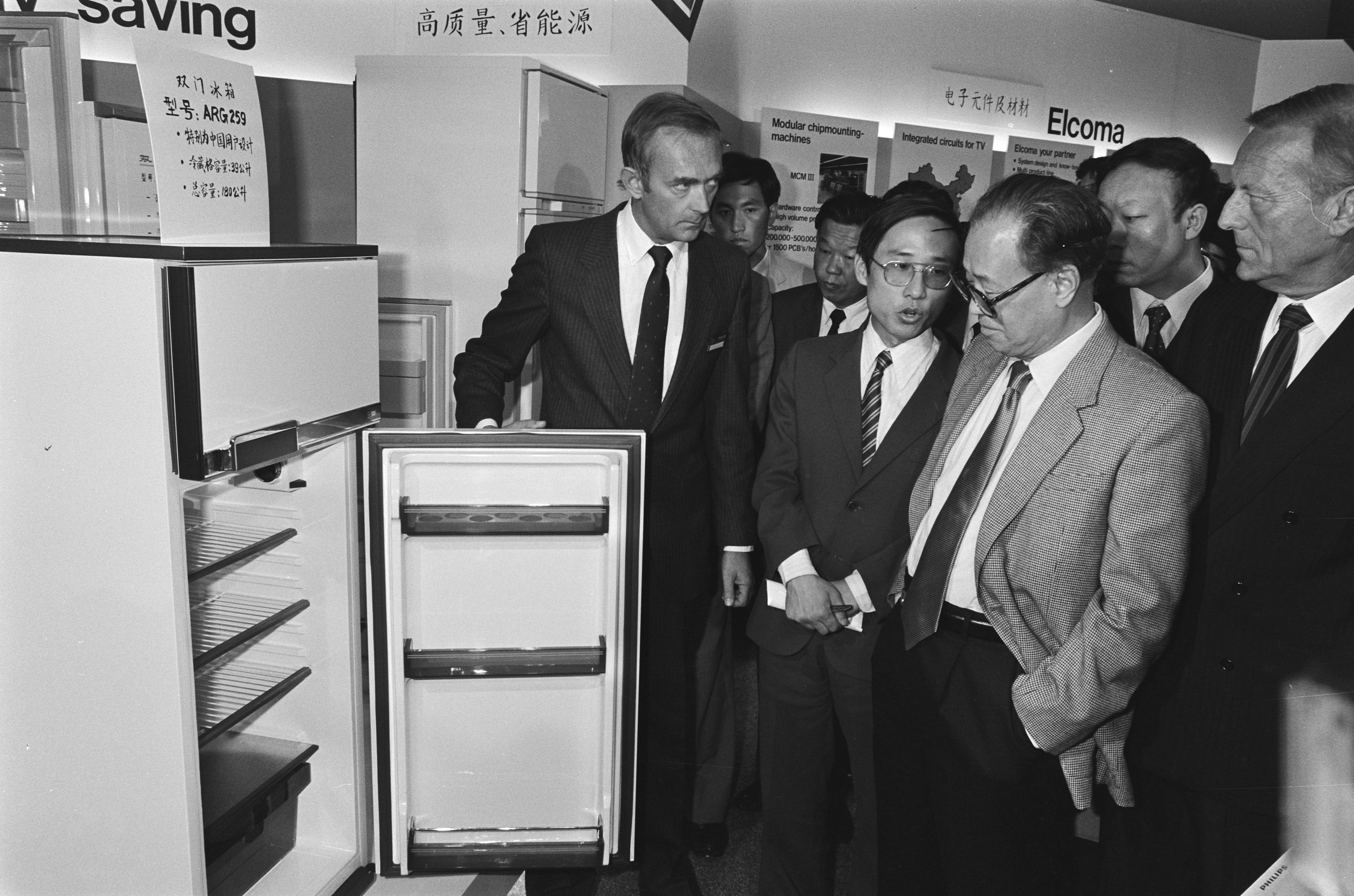
1985年，时任中国国务院总理赵紫阳在埃因霍温参观飛利浦特别为中国用户设计的双门冰箱

20世纪80年代，随着改革开放政策的深入，百姓收入有所增加，生活水平有所提高，加上对外贸易中，日本的松下、日立、夏普等品牌的9寸、12寸黑白电视大量进口到中国，使得电视成为了畅销品，到了80年代中期，冰箱、洗衣机的出现使得三大件过渡到了电气时代。而此时的手錶也由机械錶演变成为電子錶。
20世纪90年代，在中国建立与发展了市场经济与计划经济这一经济体制之后，国内生产与市场的发展带动了消费的进步，此时的三大件已开始演变成为了“空调”、“录像机”与“电脑”，而此前的黑白电视也已发展为彩色电视，但是此时居民空调拥有量为每千户城镇居民拥有1.3台空调，其作用也只是能制冷，而此时期的电脑也统称为“286”、“386”。
进入到21世纪，科技的进步，收入水平的提高，90年代的三大件已经成为了生活普通用品，出于对生活质量要求的提升，物质世界的改变使得百姓消费已经越来越物质化与现实化，三大件已演变成为“房子”、“车子”和“票子（人民币）”。

## 意义
一般评论认为，从三大件的历史演变，可以看出中国经济改革的历程以及百姓生活水平的改变。同时，三大件也从另一个侧面反映出中国百姓婚恋观念、社会风尚和价值观，已从70年代的感情承载到现代物质化和实际化的转变。

## 四大件的说法

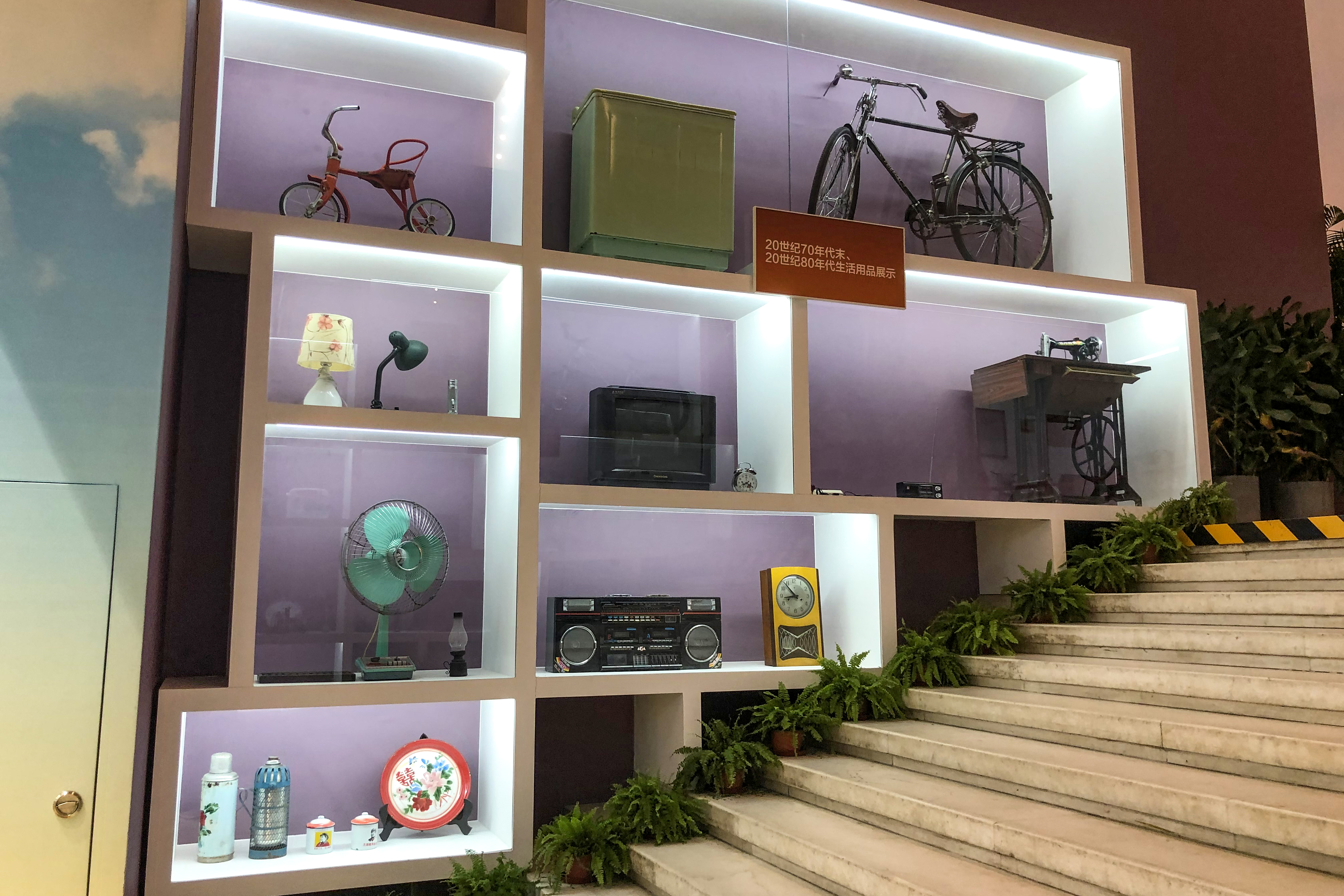
在北京展览馆展出的中国1980年代生活用品，包括洗衣机、自行车、缝纫机、收音机、电视机等

除三大件外，中国民间也有四大件的说法，指的是缝纫机、自行车、手表及收音机（后三者也并称三大件）。随着时代的变迁，“四大件”所指也有所变化。改革开放后，凭票供应的日子结束，老“四大件”被新“四大件”取代：电冰箱、黑白电视、石英手表、洗衣机。
这些都是当时普通老百姓所希望拥有，也比较稀有的四件家庭物品，一般都需要凭票购买。而缝纫机、自行车和手表都是会转的，收音机是会响的，故又称“三转一响”。
- 缝纫机，一般是指“飞人牌”、“蝴蝶牌”或“熊猫牌”的。
- 自行车，一般是指“凤凰牌”、“永久牌”或“飞鸽牌”的。
- 手表，一般是指“上海牌”的。
- 收音机，一般是指“红星牌”或“红灯牌”的。